# Las Vegas Thunder
Die Las Vegas Thunder sind eine ehemalige Eishockeymannschaft die in der International Hockey League aktiv war. Der Klub wurde 1993 gegründet und sechs Jahre später, im Sommer 1999, wieder aufgelöst. Die Vereinsfarben sind Türkis, Schwarz, Silber und Weiß. Ihre Heimspiele trugen sie im 16.000 Zuschauer fassenden Thomas & Mack Center in Las Vegas aus. Das offizielle Maskottchen war ein Eisbär namens Boom-Boom.

## Geschichte
Der Klub wurde im Jahr 1993 gegründet und spielte fortan in der International Hockey League. In den Saisons 1993/94 und 1995/96 konnte der Verein den ersten Platz der Hauptrunde belegen. Es gelang ihm jedoch nicht, den Turner Cup, die Meisterschaft der IHL, zu gewinnen. Die beste Spielzeit in der Klubgeschichte war 1995/96, als die Mannschaft am Ende der Hauptrunde eine Bilanz von 57 Siegen, 17 Niederlagen und acht Unentschieden vorweisen konnte. Im Jahr 1999 wurde der Verein aufgelöst. An seiner Stelle spielen nun die Las Vegas Wranglers aus der ECHL in Las Vegas.
Die Las Vegas Thunder hatten mehrere Partnerschaften mit verschiedenen Teams, darunter  mit den Phoenix Coyotes aus der National Hockey League und dem russischen Erstligisten Lokomotive Jaroslawl.

## Bekannte Spieler
- Radek Bonk
- Pavol Demitra
- Paul DiPietro
- Alexei Jaschin
- Curtis Joseph
- Patrice Lefebvre
- Clint Malarchuk
- Ruslan Salej
- Sergejs Žoltoks

## Trainer
- Clint Malarchuk (1998–1999)
- Chris McSorley (1995–1998)
- Butch Goring (1993–1994)